# Чагга (мова)
Чага (чагга, джагга, кічагга) — група мов банту на північному сході Танзанії (околиці гори Кіліманджаро) та у сусідніх районах Кенії, якими розмовляє народ (група народів) чагга
Числьність мовців — 1,8 млн чол. (2006, оцінка). За класифікацією Гасрі має індекс Е.60 (за Ethnologue — E.30).
Включає такі діалекти (субмови):
- власне мова чага (чи скупність/кластер близько споріднених мов):
  - моші (мочі)
  - мачаме (машамі, мачамбе)
  - вунджо
  - ромбо (усері)
- руа (руо, меру)
- гвено
- руша
- кахе

| Прапор Танзанії | Це незавершена стаття про Танзанію. Ви можете допомогти проєкту, виправивши або дописавши її. |